# Großes Gieß
Großes Gieß ist ein flächenhaftes Naturdenkmal und ein Geotop auf dem Gebiet der baden-württembergischen Stadt Neuffen im Landkreis Esslingen.

## Kenndaten
Das Naturdenkmal wurde mit Verordnung vom 15. Juli 1997 unter dem Namen Großes Gieß im Gewann Pfaffenhalden ausgewiesen. Es ist unter dem Namen Bachbett und Bachriss der Steinach "Grosses Giess" S von Linsenhofen auch als Geotop geschützt.

## Lage und Beschreibung
Das Naturdenkmal liegt im Bett der Steinach zwischen Neuffen und Frickenhausen-Linsenhofen. Die Steinach fließt hier durch die Schichten der unteren Ludwigienton-Formation (al2, früher Braunjura β). Innerhalb dieser Schichtstufe gibt es eine Abfolge von hartem Sandstein mit hohem Silt- und Tonanteil (oben) und weichem Tonmergel (unten). Die Grenze dieser Schichten ist im ca. drei Meter hohen Wasserfall Großes Gieß angeschnitten.